# Simeonie Amagoalik
Simeonie Amagoalik fue un escultor, tallador inuk canadiense; nacido el 1 de mayo de 1933 en Inukjuaq y fallecido el 2 de marzo de 2011  en Resolute (Nunavut) a causa de un cáncer.

## Obras
Entre sus obras destaca el Monumento a los exiliados del Ártico Norte, en Resolute (Nunavut).